# Cymbilaimus sanctaemariae
Cymbilaimus sanctaemariae là một loài chim trong họ Thamnophilidae.